# Пам’ятний знак воїнам-водіям БМ-13 «Катюша»
Пам’ятний знак воїнам-водіям БМ-13 «Катюша» знаходиться по вул. Л. Бородича, 1, у Довгинцівському районі м. Кривий Ріг.

## Передісторія

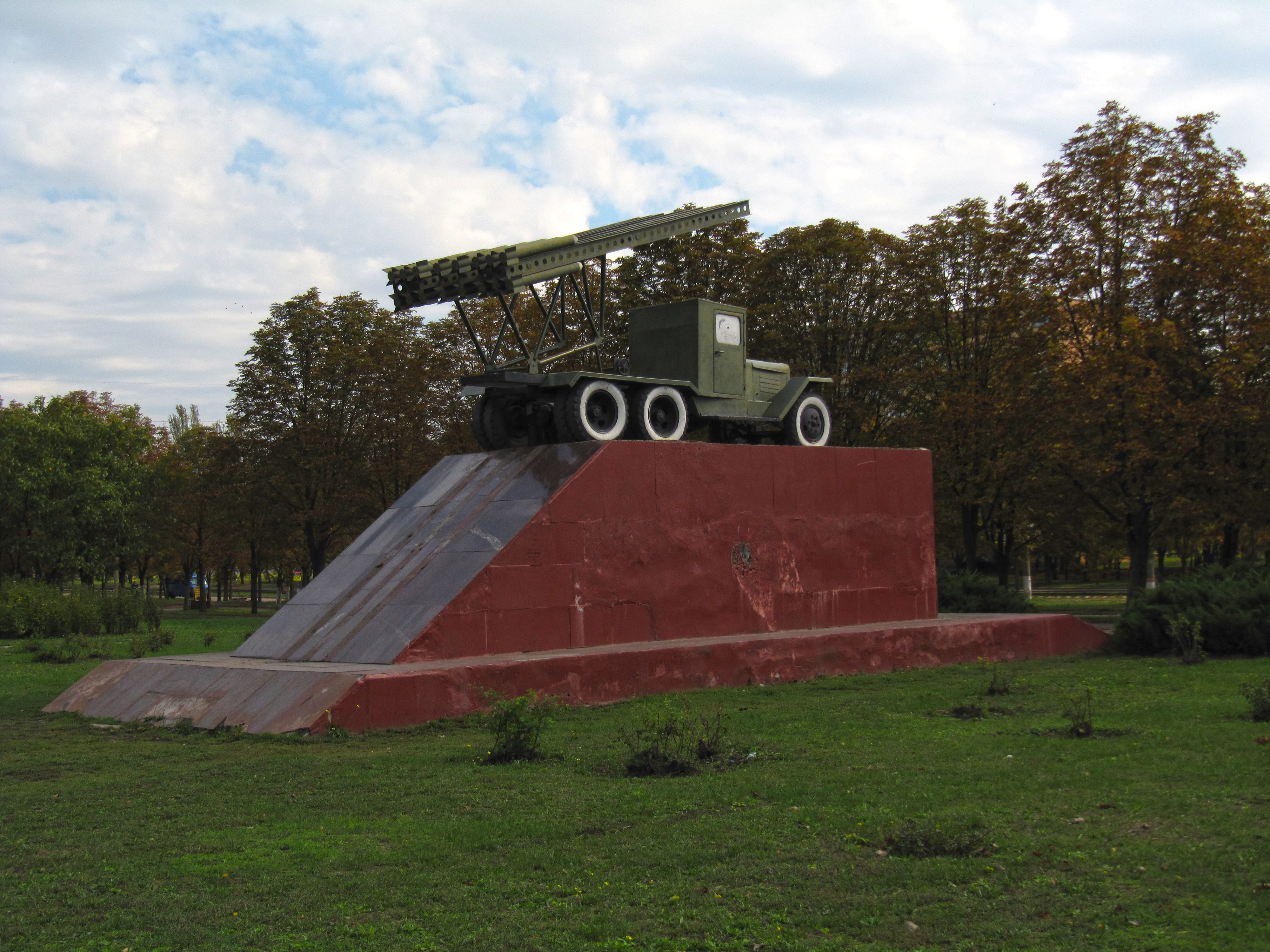
Пам’ятний знак воїнам-водіям БМ-13 “Катюша”

Пам’ятка пов’язана з подіями Другої світової війни. Ракетні дивізіони гвардії генерал-лейтенанта артилерії Василя Івановича Вознюка, озброєні гвардійськими мінометами БМ-13, більш відомими як «Катюша»,  у січні-лютому 1944 р. успішно виконували бойові операції у складі 3-го Українського фронту в районі Кривого Рогу та криворізьких рудників. Під час Криворізько-нікопольської наступальної операції його штаб розміщувався по вул. Широківській. БМ-13 вважається найбільш масовою радянською бойовою машиною цього класу.
Пам’ятний знак на честь подвигу радянських воїнів-водіїв у Великій Вітчизняної війні 1941-1945 рр. споруджено з ініціативи працівників автотранспортного підприємства 03102, згідно з рішенням виконкому Довгинцівської районної ради від 8 лютого 1985 р. № 73. Відкриття пам’ятного знаку відбулося 8 травня 1985 р. з нагоди 40-річчя Перемоги.  
Авторами пам’ятки стали спеціалісти інституту «Механобрчормет» архітектор Петро Семенович Подруль та Давид Веніамінович Доброневський. Крім автомобілістів всебічну допомогу надавав колектив тресту «Криворіжшляхводбуд». 
Рішенням Дніпропетровського облвиконкому від 19.11.1990 р. № 424 пам’ятку взято на державний облік з охоронним номером 6316.

## Пам’ятка
На горизонтальній верхній частині постаменту встановлено макет реактивної установки БМ-13 «Катюша» на базі автомобіля ЗІС-5. Постамент  у вигляді прямокутного бетонного блоку (розмірами по низу 10,0х3,5х2,5 м). Тильна частина зрізана під кутом на третину довжини. Лицьова має вертикальну стіну шириною 1,3 м, на якій розміщено напис російською мовою у 3 рядки: «Память / о павших / – священна.», друга частина скошена. Постамент облицьований полірованими плитами червоного граніту. Він знаходиться на залізобетонній платформі розмірами по низу 15,0х5,7х0,6 м, верхня частина – 12,9х5,7 м, вона з тильного боку скошена на 0,8 м, з лицьового на 0,1 м. З фасадної сторони 4 сходинки, які ведуть на верхню частину платформи, де через 1,8 м встановлено постамент. Ширина сходинок 5 м, висота 1-ї – 0,25, інших 0,1 м. Навкруги постаменту з трьох інших боків прохід шириною 1,1 м. По обидва боки від сходинок скоси шириною 0,85 і 1,0 м, довжиною 1,0 м. Платформа облицьована плитами червоного граніту. 